# Planet 51
Planet 51, distribuito anche con il titolo Planet 51 - Non siamo soli, è un film d'animazione del 2009 diretto da Jorge Blanco.
Il film, prodotto dagli Ilion Animation Studios, rilegge con ironia il filone fantascientifico delle invasioni aliene della Terra, capovolgendo la storia dal punto di vista degli alieni che vengono invasi da un essere umano.
Il film è stato distribuito in Italia dalla Moviemax il 20 novembre 2009.

## Trama
Un esercito di omini verdi sta combattendo degli alieni travestiti da astronauti umani: non è altro che il film fantascientifico  Humaniacks II, del quale sta per uscire un sequel. A guardarlo è Eckle, un bambino alieno che abita sul Pianeta 51, un mondo pacifico con vaghe reminiscenze dell'America degli anni cinquanta, con tanto di Cadillac, Ford e Mercury a forma di disco volante fluttuanti, palazzi-cupola e giornali e cartelli con forma tondeggiante.
Nella cittadina di Glipforg, Heckle va a vedere una presentazione al planetario insieme all'adulto Skiff.
Con la presentazione il loro amico Lem si guadagna il grado di vice-custode dell'edificio solo per aver detto che l'universo si estende per 500 miglia.
A casa di Lem nel frattempo atterra un misterioso modulo lunare lanciato da una stazione spaziale NASA detta Odissey, da cui scende un astronauta che si mette a canticchiare il motivo Così parlò Zarathustra come in 2001 Odissea nello spazio e, quando si accorge degli abitanti, scappa via.
Intanto, nella Base 9, una specie di Area 51 dove vengono conservati i vecchi satelliti terrestri, il rover-cane Rover, della NASA, fugge alla ricerca dell'astronauta.
Lem si rifugia al planetario, ma anche l'astronauta ha avuto la stessa idea e decide di togliersi il casco e di presentarsi: è il capitano Charles T. "Chuck" Baker e dice di avere la "stoffa" ed essere famoso sul suo pianeta.
Chuck viene aiutato da Lem, che lo ospita nella sua casa dove conosce Skiff e Heckle; giunge lì anche Rover e Chuck lo riconosce: la sera prima Rover aveva fatto amicizia anche con Skiff.
Intanto la nave spaziale è stata recintata e le autorità militari vi hanno rinvenuto un lettore MP3, che ritengono altamente pericoloso.
Lem è depresso per aver perso la sua ragazza, Neera, così Chuck gli fornisce qualche consiglio, che però peggiora solo le cose, allora Chuck gli confessa di non avere in realtà la "stoffa" del famoso.
Alla festa in maschera di una sera, per la presentazione del film Humaniacks III, Chuck e Rover vengono catturati dal generale Grawl e condotti alla Base 9, dove il folle medico militare professor Kipple intende asportare il cervello al terrestre, che tuttavia viene salvato dal neocustode Lem con Skiff, Eckle e Neera.
Alla fine il generale, dopo un viaggio in compagnia di Chuck, giura alleanza con gli astronauti.

## Personaggi
- Lem: il protagonista del film, è un abitante del pianeta, lavora come vice-custode dell'osservatorio. Skiff ed Eckle sono suoi amici, anche se non condivide la loro idea che gli alieni esistano. Si dovrà ricredere e aiuterà Chuck a tornare a casa. È innamorato di Neera ma non riesce a dichiararsi, ancor meno quando conosce Glar, che lo scambia per un rivale. Alla fine riuscirà a dichiararsi.
- Capitano Charles T. "Chuck" Baker: il deuteragonista del film, è un astronauta del pianeta Terra ovvero "l'alieno" per il Pianeta 51; inviato dalla NASA col solo scopo di piantare la bandiera (come nella missione Apollo 11). Poiché credeva il pianeta disabitato, si trova impreparato ad affrontare un "incontro ravvicinato" con la popolazione locale. Appena fa conoscenza con Lem, gli chiede di aiutarlo a tornare sull'astronave.
- Neera: la sorella maggiore di Eckle; è innamorata di Lem, ma aspetta che lui si dichiari apertamente. Fa parte del gruppo pacifista di Glar e crede che gli alieni siano pacifici.
- Skiff: l'amico di Lem, è un appassionato dei film sugli alieni e lavora in un negozio di fumetti. È convinto che gli alieni esistano e che il governo nasconda le prove nella "Base 9" (un chiaro riferimento all'Area 51). Stringe un'affettuosa amicizia con Rover.
- Eckle: il fratello minore di Neera, è un amico di Lem e Skiff ed appassionato di film sugli alieni come Skiff, tanto che appena vede Chuck gli chiede un autografo. Diventerà complice di Lem nell'aiutare l'alieno.
- Rover: è una sonda della NASA; con lo scopo di fotografare il pianeta per studiarne l'ambiente ed è dotato di una intelligenza artificiale e una personalità simili a quella di un cane affettuoso. Ha una passione per i sassi, tanto che ne trasmetteva diverse foto (è a causa di questo che Chuck credeva il pianeta disabitato). Stringe una affettuosa amicizia con Skiff.
- Glar: uno strambo musicista a capo di un gruppo non violento (di cui Neera fa parte). Afferma che gli alieni sono pacifici e, verso la fine del film, aiuterà Lem con il suo gruppo a liberare Chuck.
- Generale Grawl: il principale antagonista del film, è uno spietato e rigido comandante dell'esercito, col compito di catturare l'alieno, nonché capo della "Base 9". Crede che Chuck sia il primo di un'orda di invasori alieni con poteri ipnotici (come nei film sugli alieni) e armi spaventose (scambia un iPod per un'arma sonora). Alla fine capirà che Chuck è pacifico.
- Professor Kipple: l'antagonista secondario del film, scienziato dell'esercito, esperto di alieni. Le sue conoscenze non sono tuttavia brillanti come vuole far credere (ritiene, ad esempio, che gli alieni abbiano poteri ipnotici capaci di trasformare gli abitanti in zombie e che lui possa riconoscerli). Vuole asportare il cervello di Chuck perché crede che possegga oscure conoscenze sull'universo.

## Produzione
Il film è una produzione anglo-spagnola prodotta dagli Ilion Animation Studios di Madrid. La produzione ha avuto un costo totale di 70 milioni di dollari. Il titolo è un chiaro riferimento all'Area 51.
Nel doppiaggio sono stati coinvolti personaggi noti come Dwayne "The Rock" Johnson, Jessica Biel, Gary Oldman e Justin Long. Il film contiene numerose citazioni a celebri pellicole di fantascienza, come Alien, Plan 9 from Outer Space, Independence Day, Guerre stellari ed E.T. l'extra-terrestre.

## Distribuzione

### Edizione italiana

#### Doppiaggio
Il doppiaggio italiano del film è cura dello Studio Asci sotto la direzione di Marco Mete, curatore anche dei dialoghi italiani.
Oltre ai principali doppiatori, tra cui Luca Ward, Alessandro Tiberi e Rodolfo Bianchi, nel film sono presenti le voci di cinque disc jockey di Radio Deejay, ovvero Linus, Albertino, Nicola Savino, La Pina e Platinette. Non è stato divulgato quali personaggi i cinque dj abbiano doppiato e il tutto era legato a un concorso tra l'emittente radiofonica e Moviemax per la promozione del film.

## Riconoscimenti
- 2010 - Premio Goya
  - Miglior film d'animazione